# Анастасиос Пихеон
Анастасиос Илия Пихеон (на гръцки: Αναστάσιος Ηλία Πήχεων, понякога Πηχεών или Πηχιών) е гръцки революционер, водач на революционната организация Неа Филики Етерия.

## Биография
Пихеон е роден в 1836 година в Охрид във влашко семейство, заселило се в града от село Шиписко след разрушаването на Москополе в 1769 година. Според български източници само баща му е влах, а майка му е българка. Получава висше образование в Атина. По професия е учител и в 1852 година става пръв директор на гръцкото училище на Маргарит Димзов в Битоля. От 1862 година е учител в костурската влашка паланка Клисура. В 1867 година в сътрудничество с гръцкия силогос в Костур, митрополията и гръцкото консулство в Битоля основава Неа Филики Етерия.
През 70-те години участва в дейността на Асоциацията за разпространението на гръцките писмена заедно с основателя ѝ Григориос Пападопулос и други македонци, като Петрос Занос, Георгиос Константинидис, Маргарит Димзов и други.
В 1878 година Пихеон участва в Гръцкото въстание в Македония и е секретар на Привременното правителство на македонската провинция Елимия, начело с Йоанис Говедарос, формирано в планината Червена гора (Вуринос). В 1879 година по донос на Пихеон Цариградската патриаршия отзовава владиката Иларион Костурски по обвинение в пробългаризъм.
В 1887 година е арестуван, съден в Битоля и осъден на заточение в Птолемаида, Сирия. Успява да избяга и се връща в Македония.
Анастасиос Пихеон умира в 1913 година в окупирания от гръцките войски Костур (Кастория). Пихеон е баща на гръцкия андартски капитан Филолаос Пихеон (капитан Филотас) (1875 – 1947).